# علف مارزنگی
علف مارزنگی (نام علمی: Euphorbia albomarginata) نام یک گونه از سرده فرفیون است.